# 芒斯南
芒斯南（法語：Mancenans，法語發音：[mɑ̃snɑ̃]）是法国杜省的一个市镇，位于该省北部，属于蒙贝利亚尔区。

## 地理
芒斯南（47°27'15"N, 6°32'34"E）面积11.94 平方千米，位于法国勃艮第-弗朗什-孔泰大區杜省，该省份为法国东部内陆省份，北起上索恩省，西接汝拉省，东部及东南部与瑞士接壤，东北部与贝尔福地区省接壤。
与芒斯南接壤的市镇（或旧市镇、城区）包括：阿科朗、杜河畔蓬皮埃尔、朗村、苏瓦。
芒斯南的时区为UTC+01:00、UTC+02:00（夏令时）。

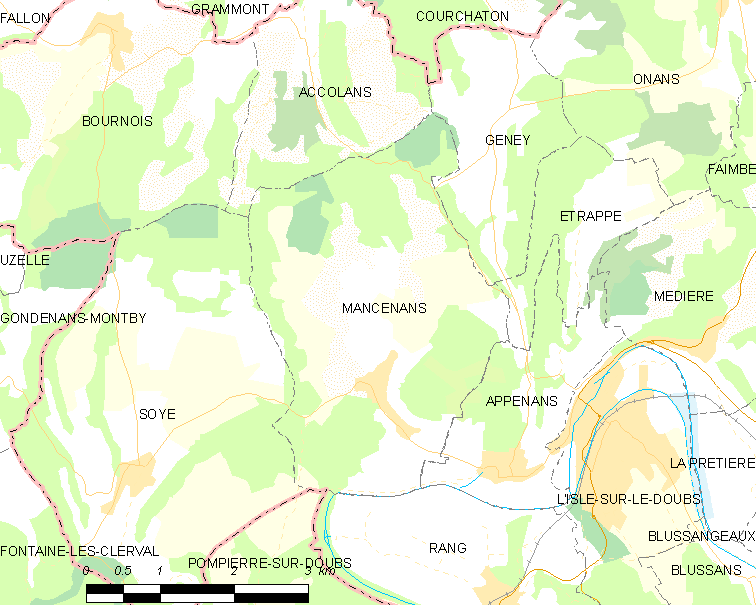
芒斯南的OSM定位图

## 行政
芒斯南的邮政编码为25250，INSEE市镇编码为25365。

## 政治
芒斯南所属的省级选区为巴旺县。

## 人口

1962-2008年间芒斯南人口变化图示

芒斯南于2022年1月1日时的人口数量为318人。